# Катерина Нурджиева
Катерина Трайкова Нурджиева (на македонска литературна норма: Катерина Трајкова Нурџиева) е българска учителка, секретарка на Методи Андонов-Ченто и роднина на Гоце Делчев, приела идеите на македонизма.

## Биография
Катерина Нурджиева е родена в Горна Джумая (днес Благоевград) на 18 октомври 1922 година. Родителите и били принудени да се преселят от Кукуш, Егейска Македония в Пиринска Македония през 1915 година. Дядото на Катерина е брат на Султана, майката на Гоце Делчев. Бащата на Катерина и Гоце Делчев са първи братовчеди и съратници в македонското революционно движение.
През 1943 година заминава за анексираната от България Вардарска Македония, където е назначена и работи като българска учителка. После се присъединява като доброволка към 12-а македонска народоосвободителна бригада „Гоце Делчев“. Към края на 1944 година започва да се занимава с просветна дейност в Щип. От януари 1945 година е секретарка на Методи Андонов-Ченто, пост на който работи до отстраняването му. Според Нурджиева, целта на Ченто тогава е била присъединяването на Македония към България. След това остава три години Скопие, където прави първия курс за детски учителки в Македония. След това се връща в България и оттогава живее в Благоевград.
Умира на 12 октомври 2018 година в родния си град.